# Мечирж, Милослав
Милослав Мечирж (словац. Miloslav Mečíř; род. 19 мая 1964, Бойнице, ЧССР/Словакия) — бывший профессиональный теннисист (Чехословакия). Победитель Олимпиады 1988 года в Сеуле в мужском одиночном разряде и бронзовый призёр в парном разряде, победитель итогового турнира WCT в одиночном разряде и турнира Мастерс в парном разряде (оба — 1987), обладатель командного Кубка мира 1987 года в составе сборной ЧССР.

## Спортивная карьера

### Начало карьеры
Милослав Мечирж начал играть в теннис в возрасте шести-семи лет. Свой первый профессиональный турнир провёл в 1982 году: на турнире категории Challenger в Опорто (Португалия) он дошёл до четвертьфинала. В 1983 году он выиграл национальное первенство Чехословакии. С этого года он выступает за сборную Чехословакии в Кубке Дэвиса; в первом своём матче за сборную он обыграл в пяти сетах Андрея Чеснокова. В декабре 1983 года в Аделаиде он впервые вышел в финал турнира Гран-При. В свой первый профессиональный сезон он также одержал победы над Мануэлем Орантесом и Стефаном Эдбергом и закончил сезон на 101 месте в рейтинге АТР.
В начале 1984 года Мечирж побеждает бывшую первую ракетку мира Илие Настасе, в сентябре он одерживает победу над игроком первой десятки рейтинга Хенриком Сундстрёмом на турнир в Палермо, где доходит до финала. После ещё одного финала в Кёльне он входит в число 50 лучших теннисистов в рейтинге АТР.

### 1985—1986
В начале 1985 года на турнире в Филадельфии он побеждает в полуфинале Джимми Коннорса, в финале уступая Джону Макинрою. В марте по пути к победе на турнире в Роттердаме Мечирж обыгрывает шестую ракетку мира Андерса Яррида. В апреле и мае он играет в финале ещё двух турниров; турнир в Гамбурге он выигрывает, победив в полуфинале Матса Виландера, а в Риме, также победив Виландера в полуфинале, в финале проигрывает Яннику Ноа. Он также доходит со сборной до финала командного Кубка мира в Мюнхене. В мае он входит в число 20 сильнейших теннисистов мира в одиночном разряде. Вторую половину года он проводит менее уверенно, а полученная в октябре травма выводит его из строя до марта 1986 года.
Вернувшись в теннис после двух операций на левом колене, Мечирж сначала выигрывает два поединка во встрече чехословацкой сборной с индийцами, затем побеждает на турнире в Брюсселе Яррида, а на Уимблдоне, где доходит до четвертьфинала, будучи только на тридцатом месте в рейтинге, — Эдберга и 15-ю ракетку мира Брэда Джилберта. В июле он выигрывает свой первый турнир в парном разряде (Открытый чемпионат Нидерландов в Хилверсюме в паре с Томашем Шмидом), а в августе свой третий турнир в одиночном разряде в Кицбюэле (Австрия). Сразу после Кицбюэля он выходит в финал Открытого чемпионата США, по пути обыграв Ги Форже, Виландера и Бориса Беккера; в финале он, однако, легко уступает своему соотечественнику Ивану Лендлу. Мечирж — последний теннисист, который играл деревянной ракеткой в финале турнира Большого шлема (Открытый чемпионат США 1986 года).
После этого в Гамбурге Мечирж выходит в свой третий финал подряд в одиночном разряде, а в октябре в Тулузе выигрывает свой второй турнир в парах, снова с Шмидом.

### 1987
1987 год становится пиковым в карьере Мечиржа.
- За этот год он играет в финалах девяти турниров в одиночном разряде (шесть побед) и восьми турниров в парах (также шесть побед).
- Среди выигранных им турниров — финальный турнир WCT, проводившийся в Далласе среди лучших игроков по итогам сезона 1986—1987 годов, где он победил на пути к главному трофею Виландера и Джона Макинроя, а также Мастерс, финальный турнир сезона по версии Ассоциации теннисистов-профессионалов (АТР), который он выиграл в паре со Шмидом. В одиночном разряде он также попадает в турнир Мастерс, но не выходит из отборочной группы.
- В мае он побеждает со сборной Чехии на командном Кубке мира, выиграв шесть из восьми матчей, в том числе одиночную и парную встречу в финале.
- Он также доходит до полуфинала Открытого чемпионата Франции, где в очередной раз уступает Лендлу.
- Благодаря этим успехам, а также участию в ещё двух финалах в начале 1988 года, Мечирж поднимается до четвёртой позиции как в одиночном, так и в парном рейтинге.

### 1988—1990
В 1988 году успехи Мечиржа могут показаться более скромными: в одиночном разряде только трижды играет в финале и выигрывает всего один турнир. Но этим турниром становятся Олимпиада в Сеуле, где впервые за долгое время теннис был включён в медальную программу. Будучи посеян на этом турнире третьим, на пути к финалу он победил Ги Форже и посеянного первым Эдберга, а в финале — посеянного вторым американца Тима Майотта. Он также завоевал бронзовые медали в парном разряде с Миланом Шрейбером: победив в четвертьфинале посеянных четвёртыми французов Форже и Леконта, они затем уступили в полуфинале будущим чемпионам Сегусо и Флэчу; на этих Олимпийских играх матчей за третье место в теннисном турнире предусмотрено не было, и Мечирж и Шрайбер получили медали вместе со шведской парой Эдберг—Яррид. Ещё одним успехом Мечиржа можно считать выход в полуфинал Уимблдонского турнира: в четвертьфинале переиграв Виландера, в полуфинале он проиграл Эдбергу.
Последние значительные успехи Мечиржа датируются началом 1989 года. За первые три месяца он дважды выходит в финал турниров Гран-При в одиночном разряде (победа в Индиан-Уэллс в марте, где в полуфинале он обыграл Коннорса, и очередное поражение от Лендла в январе в финале Открытого чемпионата Австралии). Он также доходит со Шрейбером до финала турнира в Роттердаме.
Травма спины в конце 1989 года заставила Мечиржа рано задуматься об окончании выступлений. В 1989 году он в последний раз играет за сборную на командном Кубке мира и терпит поражения в пяти из шести своих матчей (все три в одиночном разряде и два в паре со Шрейбером). В ноябре 1989 года Мечирж проводит свою последнюю игру в парном разряде, а после Уимблдонского турнира 1990 года, где он проигрывает во втором круге Эдбергу, завершает теннисную карьеру.

## Участие в финалах турниров Гран-При, WCT и АТР (26)
| Легенда                        |
| Большой шлем (2)               |
| Финал Олимпийских игр (1)      |
| Мастерс/Чемпионат мира WCT (2) |
| Гран-При/WCT (31)              |

### Одиночный разряд (24)

#### Победы (11)
| №   | Дата        | Турнир                                                  | Покрытие | Соперник в финале      | Счёт в финале           |
| --- | ----------- | ------------------------------------------------------- | -------- | ---------------------- | ----------------------- |
| 1.  | 18 мар 1985 | ABN AMRO World Tennis Tournament, Роттердам, Нидерланды | Ковёр    | Якоб Гласек            | 6-1, 6-2                |
| 2.  | 29 апр 1985 | Открытый чемпионат Германии, Гамбург, ФРГ               | Грунт    | Хенрик Сундстрём       | 6-4, 6-1, 6-4           |
| 3.  | 4 авг 1986  | Открытый чемпионат Австрии, Кицбюэль                    | Грунт    | Андрес Гомес           | 6-4, 4-6, 6-1, 2-6, 6-3 |
| 4.  | 5 янв 1987  | Heineken Open, Окленд, Новая Зеландия                   | Хард     | Михил Схаперс          | 6-2, 6-3, 6-4           |
| 5.  | 26 янв 1987 | New South Wales Open, Сидней, Австралия                 | Хард     | Питер Дуган            | 6-2, 6-4                |
| 6.  | 23 фев 1987 | Lipton International Players Championships, Майами, США | Хард     | Иван Лендл             | 7-5, 6-2, 7-5           |
| 7.  | 7 апр 1987  | Итоговый турнир WCT, Даллас, США                        | Ковёр    | Джон Макинрой          | 6-0, 3-6, 6-2, 6-2      |
| 8.  | 13 июл 1987 | Mercedes Cup, Штутгарт, ФРГ                             | Грунт    | Ян Гуннарссон          | 6-0, 6-2                |
| 9.  | 27 июл 1987 | Открытый чемпионат Нидерландов, Хилверсюм               | Грунт    | Гильермо Перес-Рольдан | 6-4, 1-6, 6-3, 6-2      |
| 10. | 20 сен 1988 | Олимпийские игры, Сеул, Южная Корея                     | Хард     | Тим Майотт             | 3-6, 6-2, 6-4, 6-2      |
| 11. | 13 мар 1989 | Newsweek Champions Cup, Индиан-Уэллс, США               | Хард     | Янник Ноа              | 3-6, 2-6, 6-1, 6-2, 6-3 |

#### Поражения (13)
| №   | Дата        | Турнир                                                  | Покрытие | Соперник в финале    | Счёт в финале      |
| --- | ----------- | ------------------------------------------------------- | -------- | -------------------- | ------------------ |
| 1.  | 19 дек 1983 | South Australian Open, Аделаида                         | Трава    | Майк Бауэр           | 6-3, 4-6, 1-6      |
| 2.  | 10 сен 1984 | Палермо, Италия                                         | Грунт    | Франческо Канчелотти | 0-6, 3-6           |
| 3.  | 15 окт 1984 | Кёльн, ФРГ                                              | Хард (I) | Йоаким Нюстрем       | 6-7, 2-6           |
| 4.  | 21 янв 1985 | U.S. Pro Indoor, Филадельфия, США                       | Ковёр    | Джон Макинрой        | 3-6, 6-7, 1-6      |
| 5.  | 13 мая 1985 | Открытый чемпионат Италии, Рим                          | Грунт    | Янник Ноа            | 3-6, 6-3, 2-6, 6-7 |
| 6.  | 26 авг 1986 | Открытый чемпионат США                                  | Хард     | Иван Лендл           | 4-6, 2-6, 0-6      |
| 7.  | 15 сен 1986 | Открытый чемпионат Германии, Гамбург, ФРГ               | Грунт    | Анри Леконт          | 2-6, 7-5, 4-6, 2-6 |
| 8.  | 30 мар 1987 | Fila Trophy, Милан, Италия                              | Ковёр    | Борис Беккер         | 4-6, 3-6           |
| 9.  | 27 апр 1987 | Открытый чемпионат Германии, Гамбург (2)                | Грунт    | Иван Лендл           | 1-6, 3-6, 3-6      |
| 10. | 3 авг 1987  | Открытый чемпионат Австрии, Кицбюэль                    | Грунт    | Эмилио Санчес        | 4-6, 1-6, 6-4, 1-6 |
| 11. | 8 фев 1988  | ABN AMRO World Tennis Tournament, Роттердам, Нидерланды | Ковёр    | Стефан Эдберг        | 6-7, 2-6           |
| 12. | 7 мар 1988  | Du Pont Classic, Орландо, Флорида, США                  | Хард     | Андрей Чесноков      | 6-7, 1-6           |
| 13. | 16 янв 1989 | Открытый чемпионат Австралии                            | Хард     | Иван Лендл           | 2-6, 2-6, 2-6      |

### Мужской парный разряд (12)

#### Победы (9)
| №  | Дата        | Турнир                                                  | Покрытие | Партнёр       | Соперники в финале                | Счёт в финале      |
| 1. | 28 июл 1986 | Открытый чемпионат Нидерландов, Хилверсюм               | Грунт    | Томаш Шмид    | Йохан Векерманс Том Нейссен       | 6-4, 6-2           |
| 2. | 6 окт 1986  | Тулуза, Франция                                         | Хард (I) | Томаш Шмид    | Павел Сложил Якоб Гласек          | 6-2, 3-6, 6-4      |
| 3. | 27 апр 1987 | Гамбург, ФРГ                                            | Грунт    | Томаш Шмид    | Клаудио Медзадри Джим Пух         | 4-6, 7-6, 6-2      |
| 4. | 27 июл 1987 | Открытый чемпионат Нидерландов, Хилверсюм (2)           | Грунт    | Войцех Фибак  | Йохан Векерманс Том Нейссен       | 7-6, 5-7, 6-2      |
| 5. | 10 авг 1987 | Прага, Чехословакия                                     | Грунт    | Томаш Шмид    | Станислав Бирнер Ярослав Навратил | 6-3, 6-7, 6-3      |
| 6. | 21 сен 1987 | Trofeo Conde de Godó, Барселона, Испания                | Грунт    | Томаш Шмид    | Кристиан Миниусси Хавьер Франа    | 6-1, 6-2           |
| 7. | 10 ноя 1987 | Benson & Hedges Championships, Лондон, Великобритания   | Ковёр    | Томаш Шмид    | Роберт Сегусо Кен Флэч            | 7-5, 6-4           |
| 8. | 7 дек 1987  | Мастерс, Лондон                                         | Ковёр    | Томаш Шмид    | Роберт Сегусо Кен Флэч            | 6-4, 7-5, 6-7, 6-3 |
| 9. | 6 фев 1989  | ABN AMRO World Tennis Tournament, Роттердам, Нидерланды | Ковёр    | Милан Шрейбер | Ян Гуннарссон Магнус Густафссон   | 7-6, 6-0           |

#### Поражения (3)
| №  | Дата        | Турнир                               | Покрытие | Партнёр    | Соперники в финале          | Счёт в финале |
| 1. | 11 мая 1987 | Открытый чемпионат Италии, Рим       | Хард     | Томаш Шмид | Янник Ноа Ги Форже          | 2-6, 7-6, 3-6 |
| 2. | 3 авг 1987  | Открытый чемпионат Австрии, Кицбюэль | Грунт    | Томаш Шмид | Серхио Касаль Эмилио Санчес | 6-7, 6-7      |
| 3. | 15 фев 1988 | Stella Artois Indoor, Милан, Италия  | Ковёр    | Томаш Шмид | Борис Беккер Эрик Елен      | 3-6, 3-6      |

## Семья
Сын Милослава Мечиржа, родившийся в 1988 году и носящий то же имя, выступал под словацким флагом; его лучший результат — финал «челленджера» в Остраве в 2014 году. Высшее место в одиночном рейтинге — 169-е.
Дочь Люси, 1991 года рождения, выступала в юниорских теннисных турнирах.